# Bernadette Rostenkowski
Bernadette Maryann Rostenkowski-Wolowitz è un  personaggio della sitcom The Big Bang Theory, interpretata da Melissa Rauch e doppiata in italiano da Gemma Donati.

## Il personaggio
Bernadette, che viene da Yorba Linda, è carina ed intelligente, ma con una voce estremamente acuta e il complesso dell'altezza. Possiede un dottorato di ricerca in microbiologia. È amica di Penny, che la presenta ad Howard. Dopo essere usciti alcune volte insieme, lei decide di troncare dopo averlo sorpreso a fare del cybersesso in World of Warcraft. Convinta da Penny, lei riprende ad uscire con Howard e la relazione si fa sempre più seria fino a che lui non le chiede di diventare sua moglie. Si sposano sul tetto dell'edificio in cui abitano Leonard, Sheldon e Penny nell'ultimo episodio della quinta stagione. Per un periodo Raj è stato innamorato di lei. Vive nell'appartamento 306 di un edificio a Pasadena, in cui si trasferirà Howard. Quando la madre di Howard muore, lei e il marito si trasferiranno nella casa della defunta suocera. Bernadette rimane incinta per la seconda volta nella stagione 11, scelta non casuale dato che l'attrice è realmente in gravidanza, difatti alcune scene di flashback nella stagione 11 sono state girate con lei dietro un bancone o comunque sia in un primo piano per nasconderne la gravidanza.

### Il carattere
Sembra molto tranquilla ed è sempre carina con tutti, tant'è che Raj ha scambiato questo suo comportamento per amore. Quando si arrabbia però urla come la madre di Howard. È una ragazza molto competitiva, ama vincere, quasi in maniera ossessiva. Ama Howard, ma spesso viene rimarcato il fatto che è lei tra i due ad avere più controllo, dato che è molto più matura del marito. Ha un buon rapporto con suo padre, un ex poliziotto in pensione, e pur essendo consapevole che lui non prova molta simpatia per Howard, cerca sempre di spingere i due a legare. Non sopporta i bambini, perché sin da quando era piccola, si era dovuta occupare dei suoi fratelli più piccoli insieme a sua madre e suo padre non le aiutava mai, e non vorrebbe rinunciare alla carriera per occuparsi di figli suoi, ma per amore di Howard, che desidererebbe formare una famiglia, si sforza di apprezzarli con molta fatica. A metà della nona stagione scopre di essere incinta. Vive la gravidanza in modo contrastante a causa del suo disinteresse per i bambini, ma grazie al padre di Raj, un ginecologo, si tranquillizza. Nella decima stagione, dà alla luce una bambina che viene chiamata Halley, come la cometa. Diventata madre, resta spiazzata quando si rende conto di avere cambiato le proprie priorità: Bernadette si sente infatti molto a disagio all'idea di essere stata pronta ad anteporre la carriera alla propria bambina, tuttavia, parlandone con Howard, i due ammettono che non c'è nulla di male nell'amare sia i propri figli che il proprio lavoro. Nell'undicesima stagione, scopre di essere di nuovo incinta, ma all'inizio sia lei che Howard non saranno felici, soprattutto quando scopriranno che avranno un maschietto, che decidono di chiamare Neil Michael: Neil come Armstrong, Gaiman e Diamond, Michael come suo padre.
Ha un rapporto molto altalenante con Raj, il quale per un certo periodo ha provato attrazione per lei; infatti lei lo considera un bravo ragazzo dalle grandi qualità, ma spesso si sente a disagio per via del forte legame di amicizia (a volte ambiguo) che c'è tra lui e Howard. Oltre a Penny, anche Amy Farrah Fowler è una sua amica, anche se spesso tendono a litigare, soprattutto perché Amy considera la microbiologa come il terzo incomodo tra lei e Penny.

## Lavoro
Bernadette lavorava con Penny alla Cheesecake Factory per pagarsi il dottorato in microbiologia. Dopo averlo ottenuto inizia a lavorare per una grande casa farmaceutica che le permette di guadagnare molti più soldi di Howard, cosa che all'inizio causerà problemi tra i due. Successivamente la ragazza fa assumere Penny nella sua società come rappresentante farmaceutica.
Nonostante sia una microbiologa competente e rispettata, i suoi colleghi non hanno una buona opinione di lei, infatti molti sul posto di lavoro la temono per via del suo carattere irascibile, oltre al fatto che sa essere un po' meschina e manipolatrice, specialmente quando si tratta di mettere in cattiva luce i suoi colleghi per fare carriera. Anche i suoi amici, a volte, provano una certa insofferenza nei suoi confronti, essendo lei l'unica tra loro ad essere una scienziata ma ad operare il proprio genio unicamente per guadagnare economicamente; persino Penny, grata per averle trovato un lavoro stabile e remunerativo, a volte è comunque esasperata dal suo atteggiamento.